# Alexera secunda
Alexera secunda là một loài bọ cánh cứng trong họ Cerambycidae.